# Porte d'Aubervilliers
La porte d’Aubervilliers est une importante porte de Paris, en France, située à la jonction du quartier du Pont-de-Flandre dans le 19e arrondissement et du quartier de la Chapelle dans le 18e arrondissement de Paris.

## Situation et accès
La porte d'Aubervilliers correspond à la zone de l'ouest du 19e arrondissement historiquement située dans le prolongement de la rue d'Aubervilliers au croisement de la jonction du boulevard Macdonald et du boulevard Ney, du temps de l'enceinte de Thiers. De nos jours, la porte d'Aubervilliers correspond au rond-point de la place Skanderbeg, situé au-dessus du boulevard périphérique de Paris et donnant sur la commune d'Aubervilliers, par l'avenue Victor-Hugo et la rue de la Haie-Coq. Elle se trouve à 1 000 m à l'est de la porte de la Chapelle et 1 000 m à l'ouest de la porte de la Villette.
Elle est desservie par la ligne 3b du tramway d'Île-de-France.
La porte d'Aubervilliers est également un accès important au boulevard périphérique et constitue le point de départ de la rue de la Haie-Coq et de la route nationale 301, qui porte à cet endroit le nom d'« avenue Victor-Hugo ».

## Origine du nom
La porte d'Aubervilliers rappelle la proximité de l'ancienne porte d'Aubervilliers de l'enceinte de Thiers.

## Historique
La Porte d'Aubervilliers se situe sur l'emplacement de l'ancien bastion 32 de l'enceinte de Thiers.
Il est construit sur le territoire de la commune de La Chapelle avant la disparition de cette commune en 1860. Après 1860, elle sépare Paris (74e quartier de Paris, dit quartier du Pont-de-Flandre) d'Aubervilliers.
L’arasement des fortifications laisse un large espace de 3 hectares sur lequel l’office de la Ville de Paris construit entre 1934 et 1936, 27 immeubles de six étages de type HBM ordinaires, HBMR de type Henri Becque et HBM améliorés avec crédits Loucheur. Ils doivent à loger 6 000 personnes, en particulier des familles nombreuses, ainsi que les zoniers dans les HBMR. Après la Seconde Guerre mondiale, sont ouverts les commerces, une école et un dispensaire.
Une partie de l'avenue délimite la ZAC Gare des Mines-Fillettes.

## Équipements
La zone sud (Paris) de la porte d'Aubervilliers a longtemps été associée à l'hôpital Claude-Bernard, dédié au soin des maladies infectieuses, qui se situait à cet endroit depuis son ouverture en 1905 et jusqu'à son transfert sur le site de l'hôpital Bichat en 1988. C'est une zone de logements sociaux de type habitation à bon marché.
La zone nord située sur la commune d'Aubervilliers connaît des transformations importantes depuis 2005 avec la construction du siège social d'Icade, du centre commercial du Millénaire (2011), puis du siège social de Veolia (2016). Le site tout proche des Magasins généraux abrite de nombreux commerces de gros, souvent asiatiques. La prochaine transformation majeure du quartier se fera par la refonte de la parcelle qui donne immédiatement sur la giratoire de la porte d'Aubervilliers. Composée en 2016 de divers entrepôts de l'entreprise Rouxel, d'un cirque et de divers garages, celle-ci sera considérablement repensée et accueillera en 2020 la manufacture de la mode de Chanel et sera tangentée par le prolongement du tramway T8.